# Dansen op Labanta
Dansen op Labanta is een lied van de Nederlandse muziekgroepen Glowinthedark en SFB in samenwerking met zanger Philly Moré. Het stond in 2016 als tiende track op het album Lituatie van Glowinthedark en SFB. 

## Achtergrond
Dansen op Labanta is geschreven door Francis Junior Edusei, Maphilka Mahaka, Kaene Marica en Albert Maurits Seto Budhai en geproduceerd door Albert Harvey. Het is een nummer uit het genre nederhop. Het nummer bevat een sample van Heb je even voor mij van Frans Bauer uit 2002. In het lied zingen de artiesten over een vrouw en waar ze met haar allemaal naartoe willen gaan. Het lied werd in 2016 uitgebracht en vergaarde enige populariteit. In 2022 ging het nummer viraal op mediaplatform TikTok, waarna het opnieuw in de hitlijsten terecht kwam. De single heeft in Nederland de platina status.
De samenwerking van Glowinthedark en SFB was ontstaan via gezamenlijke vrienden, waarna ze eerste de single Elleke keer uitbrachten. Kort hierna volgde het album Lituatie, waar naast Dansen op Labanta ook onder andere de nummers Belazerd en Anders op stonden.

## Hitnoteringen
De artiesten hadden succes met het lied in Nederland. Ondanks dat het niet als single werd uitgebracht, piekte het in 2016 op de dertigste plaats van de Single Top 100 en stond 25 weken in deze hitlijst. Nadat het in 2022 opnieuw populair werd, kwam het tot de zestiende plaats en stond het nog negentien weken in de lijst. In 2022 kwam het ook tot de twaalfde plaats van de Tipparade van de Top 40.